# Leonado (heráldica)

Escudo de la población y comuna francesa de Maruéjols-lès-Gardon, con campo leonado (tanné)

En heráldica, leonado es la denominación de un color rubio oscuro. Es muy poco utilizado.

## Usos y representación

Dos variantes del leonado heráldico y uno de los patrones de rayado que se ha usado para representarlo cuando no se dispone de colores

En la heráldica occidental, los colores universalmente aceptados son siete: oro, plata, gules, azur, sable, sinople y púrpura. Los demás esmaltes y metales son de invención posterior y suelen restringirse a la heráldica de determinada nación o región. En el caso del leonado, en la heráldica europea continental se lo representa de manera diferente que en las regiones angloparlantes: en las primeras responde a la definición proporcionada anteriormente, mientras que en las últimas es de un color naranja pardusco o incluso francamente naranja. A la izquierda pueden verse representaciones aproximadas del leonado continental (arriba) y del británico (abajo). Para el color de este último se ha seguido el criterio de la Heraldry Society, organización heraldista fundada por John Brooke-Little, Rey de Armas Clarenceux (Inglaterra).
En la heráldica inglesa, el leonado no se considera esmalte, metal ni forro, sino que se encuentra en una categoría aparte denominada «mancha» (stain), junto con otros dos colores: el morado (murrey) y el sanguíneo (sanguine). Algunos heraldistas, históricamente, señalaron que estas «manchas» eran los colores indicados para agregar a los escudos brisuras denotativas de infamia, pero otros autores, al no haber encontrado ejemplos de lo antedicho, dudan de que alguna vez estas brisuras se hayan llevado a la práctica. Por otra parte, el leonado «inglés» se ha usado de la misma manera que los demás colores heráldicos, sin que parezca tener connotaciones infamantes.
La coloración del esmalte leonado no se encuentra definida con exactitud, por lo que su tono y matiz quedan a criterio del artista heráldico. Se recomienda, sin embargo, que el color empleado sea intenso y fiel a su naturaleza, a riesgo de que pueda confundirse con otro color heráldico, como el anaranjado, o con alguna representación oscura y opaca del oro. En la heráldica de las naciones anglófonas no se emplea el esmalte anaranjado, por lo que un leonado naranja no presenta riesgo de confusión con aquel.
Cuando no se dispone de colores, el leonado heráldico puede representarse mediante un patrón de rayas muy finas y contiguas, del que a la izquierda se da un ejemplo, aunque el patrón indicado no es el único que existe para este esmalte. Este es el método de representación que se ve comúnmente en grabados a una tinta.

## Pardo
Muy ocasionalmente, en la heráldica española e hispana se ha blasonado con el color pardo, del cual no es seguro si debe considerarse idéntico al leonado, o un color heráldico independiente.

## Ejemplos de uso

Escudo de la comuna francesa de La Machine, con una orla leonada
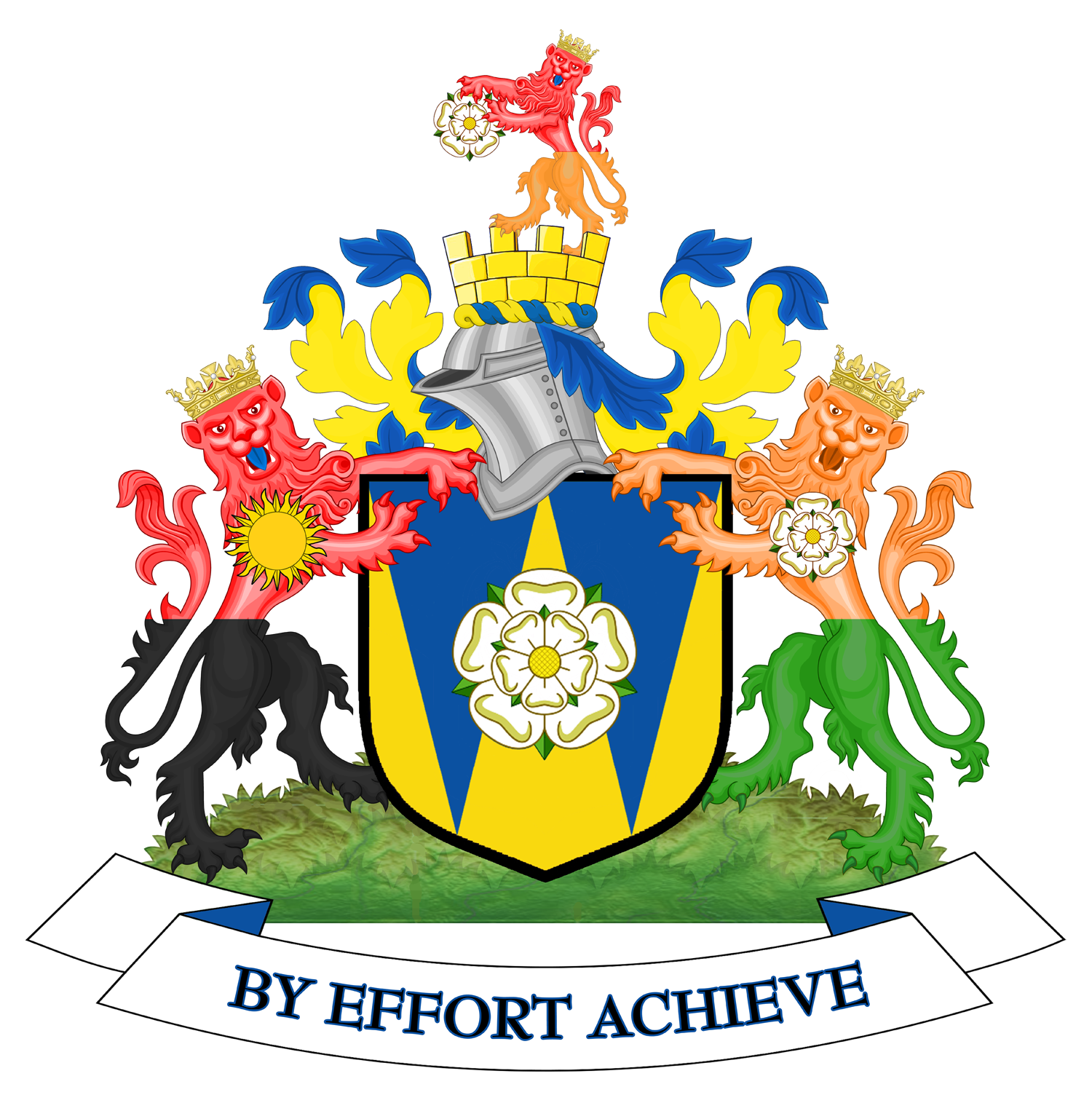
Escudo del Concejo del condado inglés de Yorkshire del Oeste, donde el aparente anaranjado blasona como leonado (tenné)
Escudo de la Cuadrilla de Salvatierra (provincia vasca de Álava), con un castillo blasonado como «pardo»
Bandera de la Ciudad de Burgos, con los tradicionales colores rojo y pardo, desde la Edad Media